# Ельченко, Владимир Юрьевич
Влади́мир Ю́рьевич Е́льченко (укр. Володимир Юрійович Єльченко; род. 27 июня 1959, Киев, Украинская ССР, СССР) — украинский дипломат, чрезвычайный и полномочный посол Украины в США (19 декабря 2019 — 25 февраля 2021) и по совместительству в Антигуа и Барбуде и на Ямайке (2020—2021).

## Биография
Сын секретаря ЦК Компартии Украины по идеологии Юрия Ельченко. Мать — Альбина Ивановна Ельченко, директор СШ 134 им. Ю. А. Гагарина.
Окончил факультет международных отношений и международного права Киевского государственного университета им. Тараса Шевченко (1981).
С 1981 года на дипломатической службе в МИД УССР, после распада СССР — в МИД Украины.
С 18 октября 1997 по август 2000 года — постоянный представитель Украины при ООН.
С декабря 2000 года заместитель министра, с 21 августа 2001 года заместитель госсекретаря, с марта 2003 года государственный секретарь, в 2003—2005 годах первый заместитель министра.
В 2005—2006 годах — посол Украины в Австрии, с 2006 года — постпред Украины при международных организациях в Вене.
В начале 2007 года представитель Партии регионов народный депутат Украины Михаил Чечетов назвал В. Ельченко в числе пользующихся поддержкой его партии кандидатов на вакантный тогда пост министра иностранных дел Украины (должность министра тогда занял Арсений Яценюк). Как заявил Тарас Черновол, на кандидатуре Ельченко «настаивали наши западные партнёры, поскольку он имеет авторитет в международных кругах, в ОБСЕ».
Член правления «Союза дипломатов Украины».
С июля 2010 года — посол Украины в России. 17 марта 2014 года был отозван в Киев для консультаций в связи с аннексией Крыма Россией. После этого в Россию не возвращался.
С 9 декабря 2015 года — вновь постоянный представитель Украины при ООН, сменил на этом посту Юрия Сергеева.
С 11 мая по 18 декабря 2019 года — чрезвычайный и полномочный посол Украины на Ямайке по совместительству.
18 декабря 2019 года назначен чрезвычайным и полномочным послом Украины в США.
6 января 2020 года Ельченко вручил верительные грамоты президенту США Дональду Трампу и таким образом официально приступил к выполнению обязанностей посла Украины в США. 25 февраля 2021 года уволен с должности посла.
С 20 июля 2020 по 25 февраля 2021 года — чрезвычайный и полномочный посол в Антигуа и Барбуде по совместительству.
С 20 июля 2020 по 25 февраля 2021 года — чрезвычайный и полномочный посол Украины на Ямайке по совместительству.

## Критика
В декабре 2019 года незадолго до оглашения указа о назначении Ельченко послом Украины в США дипломат в интервью украинскому информагентству «Укринформ» обвинил Россию в скрытом влиянии на работу ООН: «В секретариате ООН работает две-три сотни россиян. Думаю, половина из них — это агентура ФСБ». За это заявление Ельченко подвергся критике в российских СМИ.

## Дипломатические ранги
- Чрезвычайный и полномочный посланник Украины второго класса (7 августа 1996)[19]
- Чрезвычайный и полномочный посол Украины (22 ноября 1997)[20]

## Награды
- Орден «За заслуги» І (2017)[21], ІІ (2009)[22] и ІІІ (2002) степеней.
- Почётная грамота Кабинета министров Украины (22 июня 2004)[23]